# Nedumangad
Nedumangad (malabar: നെടുമങ്ങാട്) es una ciudad del estado indio de Kerala perteneciente al distrito de Thiruvananthapuram.
En 2011, el municipio que formaba la ciudad tenía una población de 60 161 habitantes, siendo sede de un taluk con una población total de 645 326 habitantes. El taluk comprende los siguientes gram panchayat: Anad, Aruvikkara, Aryanad, Kallara, Karakulam, Manikkal, Nellanad, Panavoor, Peringamala, Pullampara, Tholicode, Uzhamalackal, Vamanapuram, Vellanad, Vembayam y Vithura.
Situada en un área habitada tradicionalmente por adivasis, se desarrolló a partir del siglo XVII como un asentamiento en torno al palacio Koyikkal, construido a finales de dicho siglo como residencia de la familia real de Venad por orden de la reina regente Umayamma Rani.
Se ubica unos 15 km al norte de la capital distrital Thiruvananthapuram.